# Dr. Elton
Elton Alves Ribeiro de Carvalho Júnior (São José dos Campos, 8 de Julho de 1974) é um médico e político brasileiro, filiado ao UNIÃO. É Deputado Estadual de São Paulo.

## Biografia
Começou sua carreira política em 2016, se candidatando a vereador em São José dos Campos, aonde a atingiu a votação de 6,617 votos, conseguindo se eleger.
Foi re-eleito em 2020, aonde aumentou a sua votação para 7,395 votos.
Após ser impedido de sair candidato à deputado estadual pelo MDB, se filou ao PSC para disputar a eleição fora da janela partidária, sendo assim, cassado e perdendo o seu mandato por infidelidade partidária.
Nas eleições de 2022, conseguiu se eleger deputado estadual, após atingir a votação de 46.042 votos.
Se filiou ao UNIÃO em 2023.
É autor do projeto de lei que permite a distribuição gratuita do medidor contínuo de glicose a pessoas com diabetes tipo 1.
Foi escolhido pelo UNIÃO para disputar a prefeitura de São José dos Campos.